# Royal Rumble (2013)
Cet article concerne l'édition 2013 du pay-per-view Royal Rumble. Pour toutes les autres éditions, voir Royal Rumble.
L'édition 2013 du Royal Rumble est une manifestation de catch professionnel télédiffusée et visible uniquement en paiement à la séance. L'événement, produit par la WWE, s'est déroulé le 27 janvier 2013 dans la salle omnisports du US Airways Center, à Phoenix en Arizona, aux États-Unis. Il s'agit de la vingt-sixième édition du Royal Rumble, pay-per-view annuel qui, comme son nom l'indique, propose un Royal Rumble match en tête d'affiche. Le show est le premier pay-per-view de la WWE en 2013. The Rock est la vedette de l'affiche officielle,,.
En plus du traditionnel Royal Rumble match, le show comprend en tête d'affiche deux matches mettant en jeu les titres dits « mondiaux » de la fédération : le WWE et le World Heavyweight Championship. Chacun d'entre eux est déterminé par des storylines rédigées par les scénaristes de la WWE ; soit par des rivalités survenues avant le pay-per-view, soit par des matchs de qualification en cas de rencontre pour un championnat.

## Contexte
Les spectacles de la WWE en paiement à la séance sont constitués de matchs aux résultats prédéterminés par les scénaristes de la WWE. Ces rencontres sont justifiées par des storylines — une rivalité avec un catcheur, la plupart du temps — ou par des qualifications survenues dans les émissions de la WWE telles que Raw, SmackDown, Superstars et Main Event. Tous les catcheurs possèdent un gimmick, c'est-à-dire qu'ils incarnent un personnage gentil ou méchant, qui évolue au fil des rencontres. Un pay-per-view comme Royal Rumble est donc un événement tournant pour les différentes storylines en cours.

### Royal Rumble match

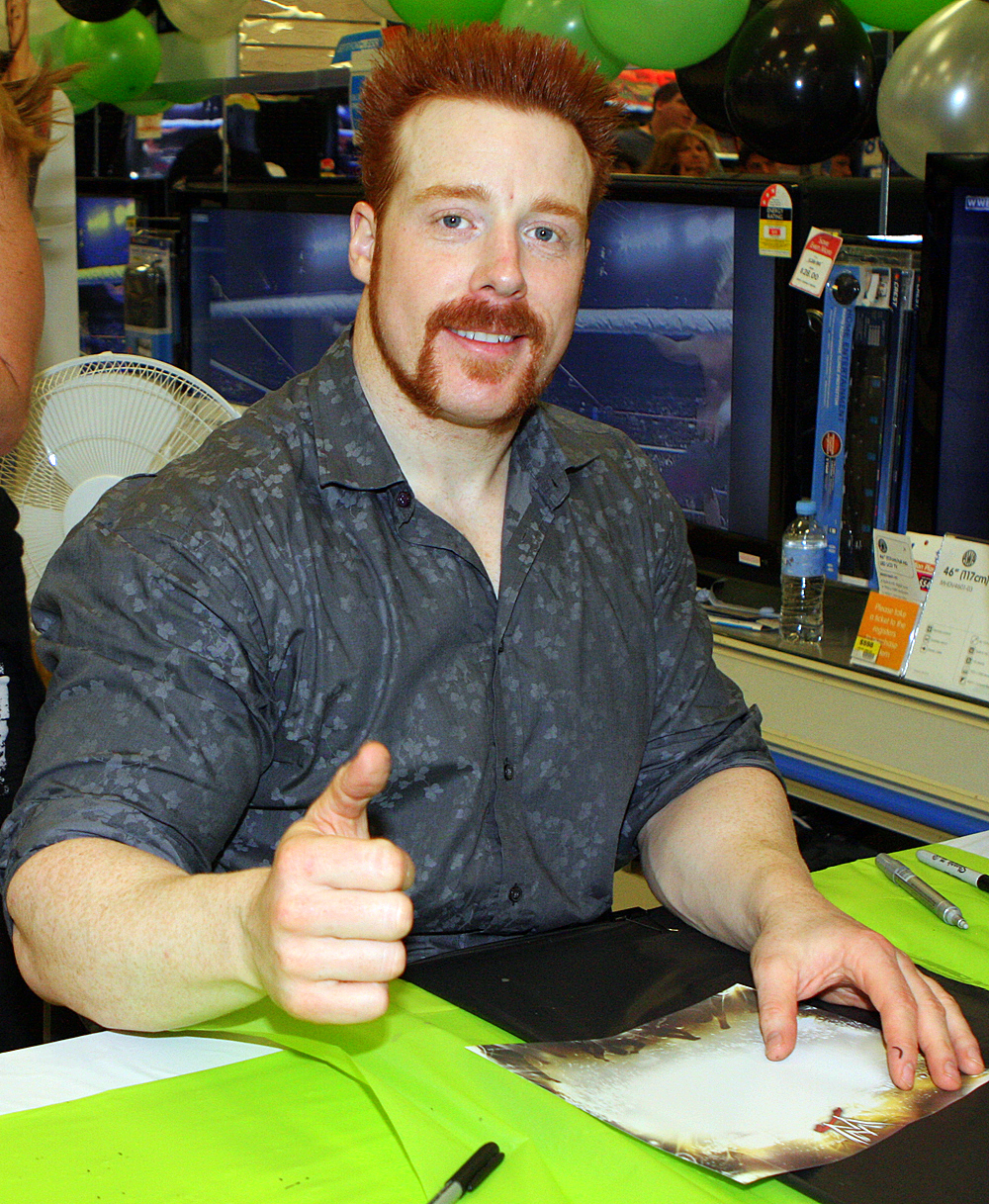
Sheamus, vainqueur de la précédente édition du Royal Rumble match.

Comme chaque année depuis 1988, le pay-per-view comportera un Royal Rumble match dans lequel le vainqueur aura une opportunité d'avoir un match soit pour le WWE Championship ou pour le World Heavyweight Championship, selon son choix, à WrestleMania 29.
Lors du dernier Raw de 2012, le 31 décembre, John Cena est le premier à annoncer officiellement qu'il sera bel et bien présent dans le 30-Man Royal Rumble match pour espérer devenir le prétendant no 1 au titre mondial de son choix à WrestleMania, après une année entière sans être ni WWE Champion ni World Heavyweight Champion. Le 4 janvier 2013 lors de SmackDown, Randy Orton et Sheamus annoncent tous deux qu'ils participeraient au Royal Rumble, espérant ainsi obtenir une opportunité pour gagner le World Heavyweight Championship.
Dolph Ziggler déclare par la suite le 7 janvier 2013 lors de Raw que Cena est entré dans le Royal Rumble pour « se cacher de lui », ce qui le pousse à annoncer qu'il y entrera lui-même pour « l'arrêter ». Cette même nuit, 3MB (Heath Slater, Jinder Mahal et Drew Mcintyre) ont également annoncé qu'ils y serait présent eux aussi. La même semaine, le 11 janvier 2013 lors de SmackDown, Antonio Cesaro déclare qu'il participera au Royal Rumble, ce qui fait de lui la huitième personne à annoncer sa participation. Trois jours plus tard, le 14 janvier 2013, lors du 20e anniversaire de Raw, Wade Barrett annonce lui aussi qu'il prendrait part au Royal Rumble. Ensuite, à Main Event le 16 janvier 2013, The Miz confirme également sa participation à la bataille royale.
Lors du Raw du 21 janvier, Dolph Ziggler bat Randy Orton, Antonio Cesaro, The Miz, Sheamus et Wade Barrett dans un Beat the Clock challenge match pour bénéficier de l'opportunité de choisir l'ordre d'entrée de son choix. Après une altercation entre AJ Lee et Vickie Guerrero, la Managing Supervisor de Raw, cette dernière le laissera choisir à quel moment il entrera dans le Royal Rumble, mais ne lui laisse que deux positions : premier ou deuxième. Plus tard, Darren Young, Titus O'Neil, Team Hell No, Kofi Kingston, Brodus Clay, The Great Khali, The Usos, Michael McGillicutty, Ryback et Team Rhodes Scholars confirment tous leur participation,.
En outre, le 25 janvier, la WWE annonce sur son site qu'un tournoi de huit catcheurs de son académie de catch, sa division jeunes NXT, sera organisé durant le Fan Axxess du Royal Rumble, qui aura lieu au cours du week-end du pay-per-view. Les huit catcheurs de NXT ayant participé au tournoi sont : Corey Graves, Oliver Grey, Luke Harper, Xavier Woods, Conor O'Brian, Oliver Neville, Leo Kruger et Bo Dallas. C'est finalement Bo Dallas qui remporte la compétition et reçoit ainsi l'opportunité de participer au Royal Rumble match, y entrant dans une position encore à déterminer.

### Rivalité entre CM Punk et The Rock pour le WWE Championship

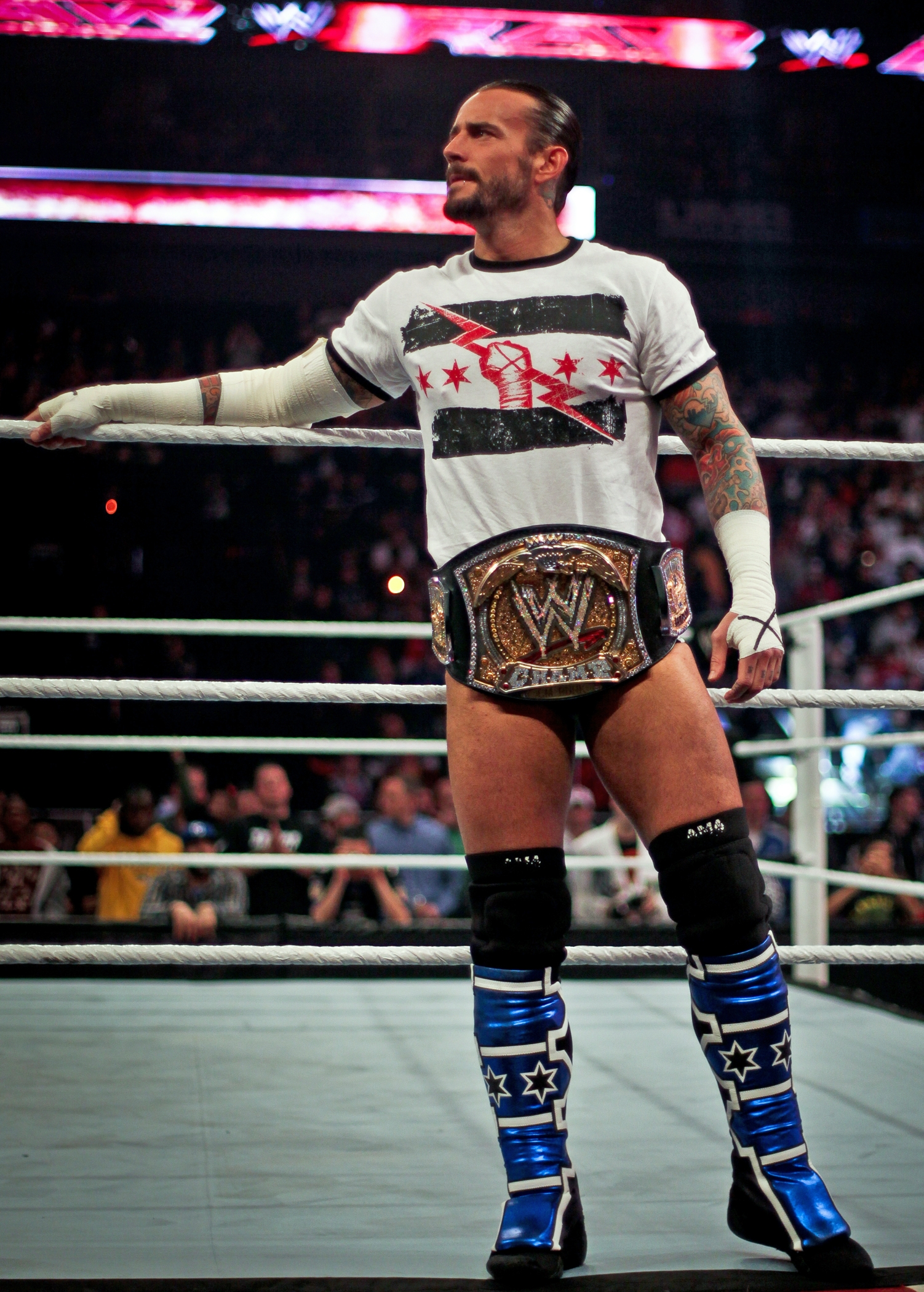
CM Punk défendra le WWE Championship contre The Rock, un titre qu'il a gardé durant 434 jours.

Le 23 juillet 2012, lors du 1000e épisode de Raw, The Rock a annoncé qu'il disputerait un match pour le titre de la WWE au Royal Rumble. Peu de temps après, le champion de la WWE CM Punk, Daniel Bryan et John Cena ont affirmé chacun qu'ils feront face à The Rock. Plus tard cette nuit-là, The Rock a été attaqué et blessé par Punk alors qu'il venait en aide à John Cena qui subissent un assaut du Big Show après son match contre Punk pour le titre de la WWE. Par ailleurs, c'est lors de cette attaque que CM Punk effectue un heel turn. Puis, successivement lors de SummerSlam, Night of Champions, Hell in a Cell et Survivor Series contre des adversaires tel que Ryback, John Cena et Big Show, Punk survit et donc conserve son titre. Mais deux semaines après les Survivors Series, Punk se blesse avoir reçu un Powerbomb de Ryback à travers une table, il a été annoncé que CM Punk ne défendrait pas son titre à TLC.
Malgré tout, le 17 décembre 2012, lors de Raw, Ryback annonce qu'il affrontera CM Punk le 7 janvier dans un Tables, Ladders & Chairs match, puisqu'un match du même type entre eux deux devait avoir lieu lors du pay-per-view précédent mais fut remplacé par un 6-Man Tag team match entre la Team Hell No (Kane et Daniel Bryan) et Ryback contre The Shield, match que Ryback perd. Subséquemment, lors du Raw 7 janvier, CM Punk affronte et bat Ryback dans un TLC match à la suite d'une intervention de The Shield qui empêche Ryback d'attraper la ceinture. CM Punk gagne le match en décrochant le titre et affrontera donc The Rock au Royal Rumble.
Deux semaines plus tard, lors de l'épisode de Raw du 21 janvier, The Shield attaquent The Rock alors qu'il parlait sur le ring, ce qui laisse soupçonner une éventuelle alliance entre le groupe et le champion CM Punk, chose ne pouvant pas malgré tout être prouvée. Cela poussera le président de la WWE, Mr. McMahon, à confronter CM Punk (accompagné de Paul Heyman) dans les vestiaires après l'attaque, et à lui annoncer que si The Shield interviennent dans son match contre The Rock au Royal Rumble, il y aurait de « sévères conséquences ». McMahon annonce alors que si l'incident se reproduit, il s'impliquerait personnellement pour que CM Punk perde le WWE Championship, qui deviendrait alors vacant.

### Rivalité entre Alberto Del Rio et Big Show pour le World Havyweight Championship
Le 11 janvier 2013 à SmackDown, le General Manager Booker T programme un main event où le champion poids-lourds Big Show défendra son titre contre Alberto Del Rio dans un Last Man Standing match. Ce dernier bat Big Show et devient le nouveau World Heavyweight Champion. Trois jours plus tard à Raw, après avoir longtemps évoqué l'injustice du match qu'il avait livré à SmackDown, n'étant « pas préparé », Big Show annonce qu'il invoquerait sa clause de revanche lors du Royal Rumble. À Smackdown, Big show annonce à Booker T la stipulation de son match contre Alberto Del Rio au Royal Rumble Un Last Man Standing Match

### Rivalité entreTeam Hell NoetTeam Rhodes Scholarspour le WWE Tag Team Championship
Bien qu’ils aient perdu leur match pour le WWE Tag Team Championship, le 19 décembre à Main Event, Cody Rhodes et Damien Sandow ont rattrapé ce contretemps le 7 janvier à Raw : après que Daniel Bryan se fut blessé au genou en pleine compétition, Rhodes profite de la vulnérabilité de ce dernier pour lui porter le Cross Rhodes. À la suite de leur victoire face aux champions en titres, Team Rhodes Scholars deviennent logiquement les prétendants no 1 au titre de WWE Tag Team Championship et affronteront Team Hell No lors du Royal Rumble.

### Rivalité entre Antonio Cesaro et The Miz pour le United States Championship
Le 22 janvier 2013, la WWE annonce que Antonio Cesaro défendra le United States Championship contre The Miz, notamment à cause de l'antagonisme qui existe entre les deux hommes, remontant d'ailleurs à l'épisode du 2 janvier de Main Event. Leur rivalité se poursuit au cours des semaines qui suivent, pour culminer dans un match pour le titre de Cesaro lors du pré-show du Royal Rumble.

## Tableau des matchs
| #                                                                | Match                                                                                               | Stipulation | Temps |
| ---------------------------------------------------------------- | --------------------------------------------------------------------------------------------------- | --- | ----- |
| Pré-show                                                         | Antonio Cesaro (c) bat The Miz                                                                      | Match simple pour le United States Championship | 7:37  |
| 1                                                                | Alberto Del Rio (c) (avec Ricardo Rodriguez) bat Big Show                                           | Last Man Standing match pour le World Heavyweight Championship                                                                                               | 16:58 |
| 2                                                                | Team Hell No (Daniel Bryan et Kane) (c) battent Team Rhodes Scholars (Cody Rhodes et Damien Sandow) | Match par équipes pour le WWE Tag Team Championship | 9:25  |
| 3                                                                | John Cena l'emporte en éliminant en dernier Ryback.                                                 | 30-man Royal Rumble match (Le vainqueur gagne une place dans le main event de WrestleMania 29)                                                               | 55:05 |
| 4                                                                | The Rock bat CM Punk (c) (avec Paul Heyman)                                                         | Match simple pour le WWE Championship, En cas d'interférence des membres du Shield au cours du match, CM Punk perdra son titre, sur décision de Mr. McMahon. | 23:20 |
| (c) désigne le(s) champion(s) défendant son titre dans le match. | | |       |

### Résultats duBeat the Clock challenge matchdu RAW du 21 janvier
Le vainqueur de ce tournoi pourra choisir le numéro de son entrée dans le Royal Rumble match.
| #                                             | Match                          | Commentaires | Durée         |
| --------------------------------------------- | ------------------------------ | --- | ------------- |
| 1                                             | Randy Orton bat Antonio Cesaro | Randy Orton effectue le RKO sur Antonio Cesaro avant de faire le tombé.                                                                                            | 11:36         |
| 2                                             | Dolph Ziggler bat The Miz      | Dolph Ziggler fait le tombé après un ZigZag. Il est aidé par Big E Langston.                                                                                       | 10:56         |
| 3                                             | Sheamus vs Wade Barrett        | Après une intervention de Big E Langston, Dolph Ziggler et AJ Lee, Sheamus tente le tombé mais le temps est écoulé. Il n'y a donc pas de vainqueurs dans ce match. | N/A           |
| Vainqueur du Beat the Clock challenge match : | Dolph Ziggler                  | Dolph Ziggler | Dolph Ziggler |

### Entrées et éliminations du Royal Rumble match
Le rouge ██ indique un participant de Raw, le bleu ██ un participant de SmackDown, le vert ██ un invité exceptionnel et le jaune ██ un participant de NXT.
| Ordre d’entrée | Entrant         | Ordre d’élimination | Éliminé par                                                       | Temps |
| -------------- | --------------- | ------------------- | ----------------------------------------------------------------- | ----- |
| 1              | Dolph Ziggler   | 27                  | Sheamus                                                           | 49:47 |
| 2              | Chris Jericho   | 25                  | Dolph Ziggler                                                     | 47:53 |
| 3              | Cody Rhodes     | 12                  | John Cena                                                         | 27:39 |
| 4              | Kofi Kingston   | 9                   | Cody Rhodes                                                       | 22:18 |
| 5              | Santino Marella | 1                   | Cody Rhodes                                                       | 0:55  |
| 6              | Drew McIntyre   | 2                   | Chris Jericho                                                     | 2:40  |
| 7              | Titus O'Neil    | 3                   | Sheamus                                                           | 7:30  |
| 8              | Goldust         | 5                   | Cody Rhodes                                                       | 9:41  |
| 9              | David Otunga    | 4                   | Sheamus                                                           | 4:24  |
| 10             | Heath Slater    | 11                  | John Cena                                                         | 15:49 |
| 11             | Sheamus         | 28                  | Ryback                                                            | 37:23 |
| 12             | Tensai          | 7                   | Kofi Kingston                                                     | 5:37  |
| 13             | Brodus Clay     | 6                   | Chris Jericho, Heath Slater, Cody Rhodes, Sheamus et Darren Young | 3:47  |
| 14             | Rey Mysterio    | 13                  | Wade Barrett                                                      | 15:43 |
| 15             | Darren Young    | 8                   | Kofi Kingston                                                     | 2:51  |
| 16             | Bo Dallas       | 21                  | Wade Barrett                                                      | 21:42 |
| 17             | The Godfather   | 10                  | Dolph Ziggler                                                     | 0:05  |
| 18             | Wade Barrett    | 20                  | Bo Dallas                                                         | 20:34 |
| 19             | John Cena       | -                   | VAINQUEUR                                                         | 26:39 |
| 20             | Damien Sandow   | 22                  | Ryback                                                            | 16:26 |
| 21             | Daniel Bryan    | 16                  | Antonio Cesaro & Kane                                             | 7:55  |
| 22             | Antonio Cesaro  | 18                  | John Cena                                                         | 8:50  |
| 23             | The Great Khali | 14                  | Team Hell No                                                      | 3:08  |
| 24             | Kane            | 15                  | Daniel Bryan                                                      | 1:46  |
| 25             | Zack Ryder      | 17                  | Randy Orton                                                       | 2:34  |
| 26             | Randy Orton     | 26                  | Ryback                                                            | 10:20 |
| 27             | Jinder Mahal    | 19                  | Sheamus                                                           | 2:10  |
| 28             | The Miz         | 24                  | Ryback                                                            | 5:08  |
| 29             | Sin Cara        | 23                  | Ryback                                                            | 3:27  |
| 30             | Ryback          | 29                  | John Cena                                                         | 9:06  |